# Gelasma unicolor
Gelasma unicolor là một loài bướm đêm trong họ Geometridae.